# Сокол, Моисей Борисович
Моисей Борисович Со́кол (1904 — 1975) — еврейский советский театральный актёр и режиссёр. Заслуженный артист Белорусской ССР (1938).

## Биография
Родился в Жмеринке (ныне Винницкая область, Украина) 5 октября 1904 года в семье ремесленника. 
После окончания Московской театральной студии «Культура-лига» (1924) работал в Харьковском, а с 1927 года — в Государственном еврейском театре Беларуси. 
Во время Великой Отечественной войны участвовал во фронтовых театральных бригадах. 
С 1949 года — в Государственном русском драматическом театре Беларуси. Его своеобразный художественный талант ярко раскрылся как в характерных, так и в драматических ролях. Он имел определённые вокальные данные, что значительно расширяло его творческий диапазон. Среди лучших ролей в русском театре: Шут («Король Лир» В. Шекспира), Судья («Фуэнте Овехуна» Лопе де Вега), Бригелло («Венецианские близнецы» К. Гольдони), Силан («Горячее сердце» А. Н. Островского), Робинзон («Бесприданница» А. Н. Островского), Адам Петрович Шприх («Маскарад» М. Ю. Лермонтова), Яков Трошин («Дети солнца» М. Горького), Круглик («Барабанщица» А. Д. Салынского). 
Работал в Минском драматическом театре, Русском театре Минска. Известен своими ролями в спектаклях «Тевье Молочник» по произведению Шолом-Алейхема. 
Сподвижник С. М. Михоэлса.
Умер в Минске 8 марта 1975 года.

## Награды
- орден Трудового Красного Знамени (20.06.1940) — за выдающиеся заслуги в деле развития белорусского театрального и музыкального искусства